# FlyOne
FlyOne — молдавская бюджетная авиакомпания, базирующаяся в Кишинёве, основанная в конце марта 2016 года.
Часть сотрудников авиакомпании пришли из Air Moldova.

## Направления
В мае 2016 года FlyOne анонсировала новые направления из Кишинёва. Среди них российские города Воронеж, Москва, Санкт-Петербург,  а также европейские Барселона, Верона, Дублин, Лондон, Лиссабон, Парма и Флоренция.
Осенью 2021 года авиакомпания запланировала полёты по маршруту Москва—Киев, с посадкой в Кишинёв (но после начала Войны на Украине все планы отменились).

## Флот

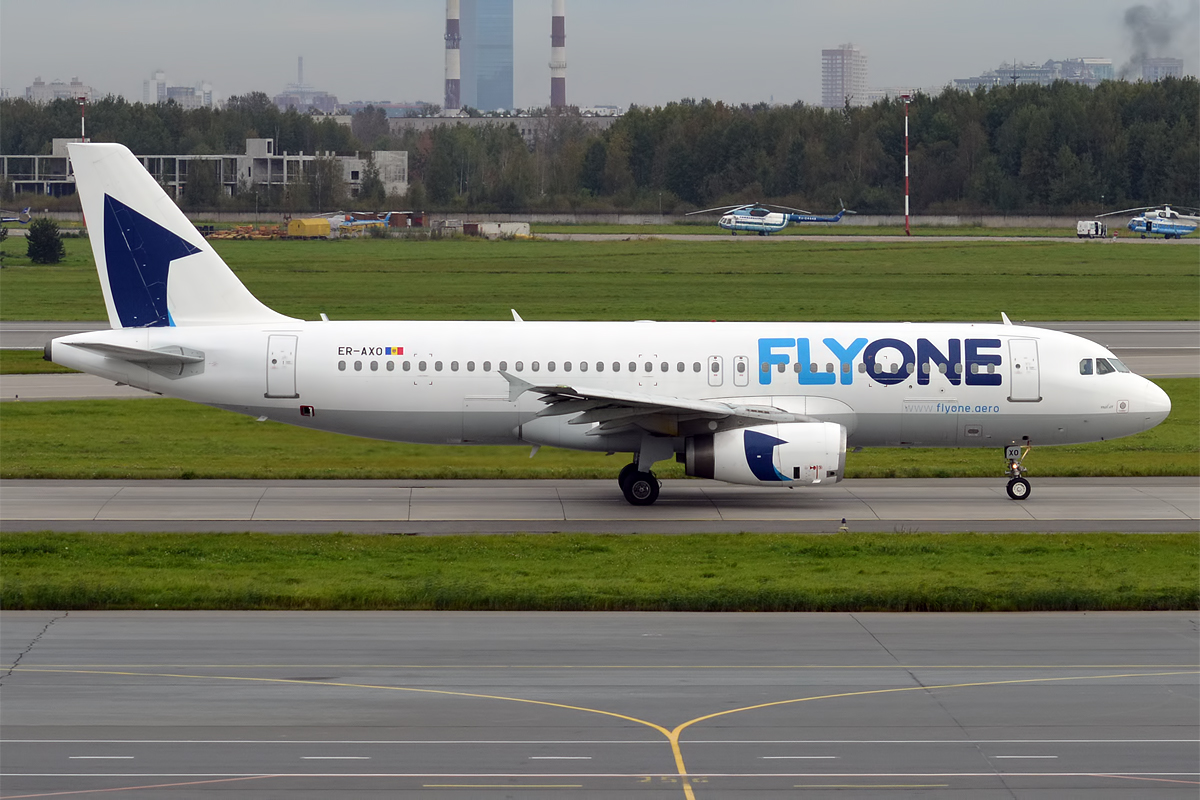
Airbus A320 Fly One в аэропорту Пулково

Флот FlyOne на апрель 2024 года: